# Екатерина Воронина (фильм)
«Екатерина Воронина» — советский художественный фильм кинорежиссёра Исидора Анненского, снятый по одноимённому роману Анатолия Рыбакова.

## Сюжет
Урождённая волжанка, воспитанница суровой и властной бабушки, Екатерина рано осталась без матери. Редкие встречи с отцом — старым заслуженным капитаном — сформировали в ней твёрдый характер. Началась война, и Екатерина, не задумываясь, поступила работать в госпиталь. Здесь к ней пришла первая любовь, которая принесла и первое разочарование.
После войны, окончив институт, Екатерина стала инженером, начальником участка речного порта. У неё сложились непростые отношения с начальником пароходства; когда же его сняли с работы (из-за справедливых нареканий), Екатерина поняла, что теряет самого близкого ей человека.

## Съёмки
Съёмки фильма проходили в центральном грузовом районе Горьковского речного порта Волжского объединенного речного пароходства.

## В ролях
| Актёр                      | Роль                                                                  |
| -------------------------- | --------------------------------------------------------------------- |
| Людмила Хитяева            | Екатерина Ивановна Воронина (дебют в кино)                            |
| Вера Пашенная              | бабушка Екатерины                                                     |
| Михаил Ульянов             | штурман Сергей Игнатьевич Сутырин                                     |
| Юрий Пузырёв               | Женя Кулагин                                                          |
| Ариадна Шенгелая           | дочь Леднёва, студентка мединститута Ирина Леднёва                    |
| Надир Малишевский          | начальник пароходства Константин Алексеевич Леднёв                    |
| Нонна Мордюкова            | крановщица Дуся Ошуркова                                              |
| Александр Сашин-Никольский | старший врач, майор медслужбы Евгений Самойлович                      |
| Вадим Медведев             | Юрий Мостовой                                                         |
| Маргарита Лифанова         | Соня Ермакова                                                         |
| Юрий Киреев                | крановщик Николай Фёдорович Ермаков                                   |
| Марина Гаврилко            | Сафонова                                                              |
| Ирина Мурзаева             | дежурная вахтёрша в госпитале Калерия Ивановна                        |
| Александр Пелевин          | начальник порта Елисеев                                               |
| Татьяна Панкова            | женщина в театре                                                      |
| Клавдия Пугачёва           | домработница у Леднёвых Паша                                          |
| Сергей Бобров              | отец Катерины, капитан Иван Воронин                                   |
| Иван Кузнецов              | бригадир Максим Петрович                                              |
| Олег Туманов               | сплетник Малахов                                                      |
| Екатерина Кудрявцева       | Клара Сутырина                                                        |
| Евгений Кудряшёв           | Барыкин                                                               |
| Валентина Беляева          | мать Екатерины                                                        |
| Иван Василенко             | начальник железнодорожного департамента Иван Михайлович               |
| Антоний Ходурский          | начальник госпиталя, подполковник медслужбы (в титрах - А. Хадурский) |

## Съёмочная группа
- Автор сценария — Анатолий Рыбаков
- Режиссёр — Исидор Анненский
- Оператор — Игорь Шатров
- Художник-постановщик — Владимир Богомолов
- Композитор — Лев Шварц
- Директор картины — Владимир Роговой

## Критика
Кинокритик П. Багров писал, что «Екатерина Воронина» «представляла собой мелодраму в чистом виде». «Интрига была столь запутана и многосложна, — считал он, — что на детализацию характеров, на разработку фона не хватало экранного времени, да и режиссёр к этому не стремился».